# Enoplognatha caricis
Enoplognatha caricis es una especie de araña araneomorfa del género Enoplognatha, familia Theridiidae. Fue descrita científicamente por Fickert en 1876.
Habita en el Holártico. Se sabe que habita en la parte este y centro-norte de los Estados Unidos.